# Aventurile lui Jackie Chan
Aventurile lui Jackie Chan (în engleză Jackie Chan Adventures) este un serial de animație de televiziune dezvoltat de John Rogers, Duane Capizzi și Jeff Kline și produs de Sony Pictures Television (anterior Columbia TriStar Television) și Adelaide Productions în asociere cu The JC Group și Blue Train Entertainment. Desenul animat a avut premiera pe 9 septembrie 2000 și a durat cinci sezoane, cu finalul difuzat pe 8 iulie 2005. Serialul se concentrează pe o versiune fictivă a starului de filme de acțiune din Hong Kong Jackie Chan, care operează în viață ca un arheolog și agent special, înfruntând amenințări care sunt în principal magice și supranaturale (bazate pe mitologii din viața reală și povești supranaturale din Asia și restul lumii) cu ajutorul familiei și prietenilor săi apropiați.
Multe episoade din Aventurile lui Jackie Chan au avut aluzii la lucrările actuale ale lui Chan, cu actorul făcând apariții în live action sub forma unor situații de interviu, răspunzând la întrebări despre viața și lucrul lui. Serialul a fost difuzat în Statele Unite pe blocul de programe Kids' WB de pe The WB, cu redifuzări pe blocul de programe Jetix de pe Toon Disney și de asemenea pe Cartoon Network. Serialul s-a dovedit a fi un succes la televiziunea pentru copii, rezultând în crearea unei francize de jucării și două jocuri video bazate pe serial.
În România, serialul a fost difuzat pe Antena 1 ca parte a blocului de programe Animax și Pro Cinema dublat în limba română.

## Rezumatul
Jackie Chan, un arheolog amator, și-a făcut plăcerea să lucreze la universitatea locală până când soarta i-a dat o altă mână. După ce a găsit un scut care conține un talisman, el întâlnește Mâna Întunecată, o organizație criminală condusă de un om numit Valmont care servește demonul vrăjitor Shendu. Jackie și familia lui trebuie să coopereze cu o organizație secretă de aplicare a legii, Secțiunea 13, pentru a contracara amenințarea și trebuie să facă față pericolelor care vor cere ca toate îndrăzneala și priceperea lui Jackie în artele marțiale să fie depășite.